# Szygharszik
Szygharszik – wieś w Armenii, w prowincji Aragacotn. W 2011 roku liczyła 473 mieszkańców.